# Jason Scott Lee
Jason Scott Lee (n. 19 noiembrie 1966, Los Angeles, California) este un actor american.

## Filmografie

### Film
| An   | Film                                             | Rol                      | Note                                         |
| ---- | ------------------------------------------------ | ------------------------ | -------------------------------------------- |
| 1987 | Born in East L.A.                                | Paco                     |                                              |
| 1989 | Back to the Future Part II                       | Chester "Whitey" Noguera |                                              |
| 1991 | Ghoulies 3: Ghoulies Go to College               | Kyle                     |                                              |
| 1992 | Map of the Human Heart                           | Avik                     |                                              |
| 1993 | Dragon: The Bruce Lee Story                      | Bruce Lee                |                                              |
| 1994 | Rapa-Nui                                         | Noro                     |                                              |
| 1994 | The Jungle Book                                  | Mowgli                   |                                              |
| 1997 | Murder in Mind                                   | Holloway                 |                                              |
| 1998 | Tale of the Mummy                                | Riley                    |                                              |
| 1998 | Soldier                                          | Caine 607                |                                              |
| 2002 | Lilo & Stitch                                    | David Kawena (voice)     | In his last widely released film until 2007  |
| 2003 | Dracula II: Ascension                            | Father Uffizi            | Direct-to-video                              |
| 2003 | Timecop 2: The Berlin Decision                   | TEC Agent Ryan Chang     | Direct-to-video                              |
| 2005 | Dracula III: Legacy                              | Father Uffizi            | Direct-to-video                              |
| 2005 | Lilo & Stitch 2: Stitch Has a Glitch             | David Kawena (voice)     | Direct-to-video                              |
| 2005 | The Prophecy: Forsaken                           | Dylan                    | Direct-to-video                              |
| 2005 | Nomad                                            | Oraz                     | Limited release                              |
| 2006 | Only the Brave                                   | Glenn Takase             | Limited release                              |
| 2007 | Balls of Fury                                    | Eddie                    | In his first widely released film since 2002 |
| 2008 | Dance of the Dragon                              | Cheng                    |                                              |
| 2014 | Seventh Son                                      | Urag                     |                                              |
| 2016 | Crouching Tiger, Hidden Dragon: Sword of Destiny | Hades Dai                |                                              |
| 2016 | Burn Your Maps                                   | Shaman's Assistant       |                                              |
| 2016 | Alaska Is a Drag                                 | Diego                    |                                              |
| 2019 | The Haunted Swordsman (short)                    | The Swordsman (voice)    |                                              |
| 2020 | Mulan                                            | Böri Khan                |                                              |
| 2021 | The Wind & the Reckoning                         | Ko'olau                  |                                              |
| 2022 | Boon                                             | Killa                    |                                              |

### Televiziune
| An        | Serial TV               | Rol                 | Note                                       |
| --------- | ----------------------- | ------------------- | ------------------------------------------ |
| 1988      | Matlock                 | Lee Tran            | 2, episode 2: "The Fisherman"              |
| 1989      | Wolf                    | Chin                | Season 1, episode 6: "Curtains of Silence" |
| 1990      | CBS Schoolbreak Special | John Henderson      | Season 7, episode 4: "American Eyes"       |
| 1990      | The Lookalike           | John "Charlie" Chan | Television movie                           |
| 1990      | Vestige of Honor        | Ha-Kuhn             | Television movie                           |
| 1997      | The Hunger              | Craig Yun           | Season 1, episode 4: "The Secret Shih Tan" |
| 2000      | Arabian Nights          | Aladdin             | Miniseries                                 |
| 2010–2013 | Hawaii Five-0           | Detective Kaleo     | 3 episodes                                 |
| 2021      | Doogie Kameāloha, M.D.  | Benny Kameāloha     | Main Role                                  |

### Documentare
| An   | Documentar                             | Rol     | Note               |
| ---- | -------------------------------------- | ------- | ------------------ |
| 2006 | The Slanted Screen                     | Himself | Documentary        |
| 2012 | Secrets of Shaolin                     | Himself | TV documentary     |
| 2014 | Trekking Malaysia with Jason Scott Lee | Himself | Travel documentary |

1. ↑  „Jason Scott Lee”, Gemeinsame Normdatei, accesat în 27 aprilie 2014
2. ↑  „Jason Scott Lee”, Gemeinsame Normdatei, accesat în 14 decembrie 2014
3. ↑  CONOR.SI[*] Verificați valoarea |titlelink= (ajutor)
4. ↑  IdRef, accesat în 23 mai 2020